# Batistina splendida
Batistina splendida är en svampart som beskrevs av Peres 1961. Batistina splendida ingår i släktet Batistina, divisionen sporsäcksvampar och riket svampar.   Inga underarter finns listade i Catalogue of Life.